# 我的妹妹會讀漢字
《我的妹妹會讀漢字》（日語：僕の妹は漢字が読める）是かじいたかし著作，皆村春樹繪製封面與插畫的日本輕小說作品，由Hobby Japan於2011年7月出版，繁體中文版由臺灣東立出版社代理，简体中文版由吉美文化代理、吉林美术出版社出版。

## 概要
本作為2010年第5回Novel Japan大賞（現為HJ文庫大賞）銀賞得獎作品《妹妹會讀漢字》（妹は漢字が読める）改題而成。
漫畫化版本於《COMIC DANGAN》2011年12月號開始連載，由執筆作畫。

## 世界觀
本作以萌文化大量普及，且不再使用漢字的2202年的日本與萌系文化尚未普及前的2010年代的日本為舞台。
用假名著作而成的小說作品《好想跟哥哥生小孩》於2060年發表，對日本文化帶來深遠的影響，導致日本在21世紀後半進行「語言革命」，廢除漢字，並讓萌系文化成為23世紀日本的主流文化。在23世紀的日本，以「萌」為主題的文學被稱為「正統派文學」，受到廣泛的接受，而過去使用漢字的日語作品被稱作「近代文學」，大部分的人都無法閱讀。
作品開頭即以第三人的角度，表示此書是將主角妹背‧銀於23世紀的小說作品《妹妹讀漢字》翻譯為21世紀語而成的作品，本文基本上以銀為敘事者，每章最後附有反對「正統派文學」的不明人士的文章。

## 故事簡介
2202年，以作家為志向的高中生妹背‧銀，與妹妹黑羽一同拜訪大作家大平‧凱。10歲左右的二次元妹系角色是凱的最愛，得知銀有個10歲的妹妹實留後，表示希望和她見面。一段時間後，銀帶著兩個妹妹再次拜訪凱，4人卻意外被捲入時空跳躍中。
4人來到了《好想和哥哥生小孩》出版前的2010年代的日本，並遇到了和《好想跟哥哥生小孩》的女主角大帝‧焰長的一模一樣的少女彌勒院柚。銀和黑羽為了實現柚的哥哥的願望，混進當時的高中就讀，卻很快的又時空跳躍回到了原本的時代。
一行人回到日本後，卻發現日本變成了萌系文化未普及，且繼續使用漢字的國度，在新的世界裡，《好想跟哥哥生小孩》的作者改用漢字創作《星辰》一書，其中完全沒有任何萌要素存在……

## 登場人物
妹背‧銀
17歲的高2男生，本作主角。小時候讀了《好想跟哥哥生小孩》之後大受感動而決定成為作家。剛出生即成為妹背家的養子，和兩個妹妹沒有血緣關係。從前因為自己和雙親與妹妹沒有血緣關係而感受到疏離感，直到讀了描寫哥哥義妹間愛情的作品《好想跟哥哥生小孩》後才釋懷。
個性十分單純以及遲鈍，即便他人是在諷刺或是損銀，銀總是會認為別人是在誇獎他，而銀也時常會錯意。不論是在現代或是近代，銀都是一個非常沒有常識的人。
初戀的對象是《好想跟哥哥生小孩》的女主角大帝‧焰，因為對象是虛擬的存在而放棄。
和兩個妹妹不同，看不懂漢字。
妹背‧黑羽
16歲的高1女生，銀的義妹，是所謂的傲嬌角色。在哥哥偶然得知自己和家人沒有血緣關係後開始關心哥哥，現在對銀有好感。
妹背家族中誕生了許多傑出的語言學家和翻譯家，黑羽也繼承了妹背家的傳統，能夠讀漢字。
妹背‧實留
10歲的小學4年級女生，銀和黑羽的妹妹。2192年4月9日生，AB型，身高135公分。
戴著貓耳貝雷帽，喜歡吃棉花糖。年僅十歲就能讀很多漢字，也有繪畫才能。本性溫柔但是卻時常迸出一些毒舌的話語。
銀對實留隱瞞了沒有血緣關係的事實，但實留早就注意到了。
大平‧凱
日本「正統派文學」的代表作家，2132年生，70歲，住在東京練馬站近郊。比誰都愛「乾妹妹」，自身著作女主角全部都是10歲義妹，但主角的年齡都和自身年齡相同，最新作的主角已經70歲了。出道50年的老手作家，和實妹作品作家的春賀‧遙，各自擁有「親妹妹春賀」與「乾妹妹大平」的稱號。
為了讀近代文作品，曾下了一番苦心，能夠讀寫漢字。經過時空旅行到了近代後，已經能夠接受近代文學，並且認為不該一味否定近代文學，而是讓現代以及近代文學一起百花齊放。
時空跳躍時變身為10歲左右的金髮美少女，後來更能夠自由變身。
彌勒院 柚
銀一行人時空跳躍到2010年代時遇見的少女，住在奧多摩。就讀白明學園一年三班，外表神似《好想跟哥哥生小孩》的女主角。雙親暫時旅居海外，一個人住在彌勒院家的宅第。
剛出生不久就成為有錢大戶彌勒院家的養女。被丟棄在慈善機構，不知道是哪裡出身，但並非純粹的日本人。養母一開始就反對收養柚，養父也漸漸的和她疏遠（依照內文敘述養父極可能為幼女控），最後只剩下二次元愛好著的義兄把她當成家人。哥哥在3個月前病死，柚為了繼承哥哥「將萌推廣出去」的理想而提筆創作《哥哥真的很痴狂》。
雖然為人穩重溫柔，料理亦十分上手，但是頗缺乏一般人該有的常識。除了很少使用網路外似乎也很少出門逛街遊玩。缺乏常識的程度，甚至不覺得其義兄對二次元人物的行徑是很怪異的。
對銀有好感。
妹背 久路佳
就讀於白明學園的少女，文藝社社長，腳上套著黑絲襪，是名眼鏡少女。討厭娛樂小說，喜歡文學性高的作品。極可能為黑羽和實留的祖先。
蝶間林博士
凱的天才發明家友人。發明了能夠進行時空跳躍的特殊棉花糖，吃了這種棉花糖的人，能夠跳躍到嚮往的時間與場所。65歲以上的人吃了會產生副作用，讓凱變成了美少女。
眞琴 周子
修正世界中銀的「真正的」妹妹（親妹妹）。生於文化特區，有一個漢字名字（名字中的「眞」是日本舊字體），但卻非常討厭漢字，認為那是「外國傳入的東西」，而平假名和片假名也源於漢字，所以要求完全廢除日文，創建「新的日語」。
對自己的兄長有好感，亦喜歡他的符號語言。

## 名詞解釋
黑名‧藏
《好想跟哥哥生小孩》或《星辰》的作者。起初住在東京中心，遇到瓶頸後搬到奧多摩。
《好想跟哥哥生小孩》
黑名‧藏於2060年發表的著作，簡稱「哥哥小孩（おにあか）」。萌系義妹作品，比過去的小說使用了更多的平假名與片假名，對後世造成深遠的影響。
女主角是主角義妹的16歲少女大帝‧焰，是23世紀最具格式的文學獎「焰獎」的命名由來。
焰的長相和柚神似，加上作品設定和《哥哥真的很痴狂》很接近，黑羽認為本作是參考《哥哥真的很痴狂》寫成，而焰是以柚為樣本描寫出來的角色。
《星辰》
銀一行人由過去回到現代後的新世界中，黑名‧藏的著作。作品中沒有萌系描寫，亦未使用大量平假名與片假名。
《哥哥真的很痴狂》
柚的著作，是一本義妹小說，參考黑羽對哥哥的感情所寫成。設定和《好想跟哥哥生小孩》接近。
標題是銀想出來的，使用了回文技巧。
語言革命
由於日本人口減少、勞動力不足，政府於21世紀後期廢除漢字、簡化文法，創造了「現代文」，以吸引外國人學習日語並移民至日本。結果確實使向日本移民的人數激增。
以《哥哥小孩》為首的純假名作品對日文的影響間接地引起了語言革命。
2.5次元
普通人與二次元人物結婚生下的嬰兒稱作「2.5次元嬰兒」，在23世紀的日本非常普遍，實際上是人工受精的產物。
文化特区
修正世界中為保存日本傳統文化而在有明設立的特別行政區。
語言創造協會
一個創造「新日語」的組織，主要在网络论坛活動。眞琴周子是其會員。

## 出版書籍

### 輕小說
| 集數 | 日本          | 日本                   | 臺灣 香港      | 臺灣 香港              | 中国大陆   | 中国大陆               |
| 集數 | 發售日期      | ISBN                   | 發售日期       | ISBN                   | 發售日期   | ISBN                   |
| ---- | ------------- | ---------------------- | -------------- | ---------------------- | ---------- | ---------------------- |
| 1    | 2011年7月1日  | ISBN 978-4-7986-0250-9 | 2012年1月9日   | ISBN 978-986-10-9244-7 | 2013年2月  | ISBN 978-7-5386-7024-0 |
| 2    | 2011年11月1日 | ISBN 978-4-7986-0309-4 | 2012年5月14日  | ISBN 978-986-10-9935-4 | 2013年11月 | ISBN 978-7-5386-7676-1 |
| 3    | 2012年2月1日  | ISBN 978-4-7986-0250-9 | 2012年9月10日  | ISBN 978-986-317-828-6 |            |                        |
| 4    | 2012年5月1日  | ISBN 978-4-7986-0396-4 | 2012年11月12日 | ISBN 978-986-324-239-0 |            |                        |
| 5    | 2012年8月1日  | ISBN 978-4-7986-0437-4 | 2013年2月18日  | ISBN 978-986-324-866-8 |            |                        |

### 漫畫
COMIC DANGAN2011年12月號開始刊載，由作畫。

## 關聯條目
- 廢除漢字
- 漢字復活

## 外部連結
- http://www.hobbyjapan.co.jp/hjbunko/kanji/ （页面存档备份，存于）（HJ文庫 官方網站）（日語）
- （COMIC DANGAN 漫畫版 官方網站）（日語）
- http://hitsuji-no1-shibori.com/top.html （页面存档备份，存于） （本作漫畫版連載之繪者老師的個人網站。）（日語）